# 原始反射
原始反射（げんしはんしゃ、英: primitive reflexes）とは、幼児が特有の刺激に対して示す、中枢神経系によって引き起こされる反射行動のことである。この反射は、子供が成長して大人になり、前頭葉が発達する過程で失われていくものである。脳性麻痺者や健常者は反射を抑えることができるが、特定の条件下（非常に強い驚愕反応の間）では反射が再び現れることがある。
脳性麻痺の場合にはこれらの反射を保持していることがあり、大人であっても再び現われることがある。原始反射の再出現は、認知症（前頭側頭葉変性症等の稀な病気）や外傷性損傷、脳卒中を含む特定の神経学的症状に帰せられる。その際の反射は、影響を受けた領域に限定される（脚にのみ影響のある脳性麻痺者はバビンスキー反射を保持しているが、正常な言語能力を持つ）。片まひの人は、影響のある側の脚にのみ反射が見られる。
原始反射は脳が損傷している疑いがある時に、前頭葉の機能を検証する目的で使用される。もし原始反射が適切に抑制されていなければ、これらは前頭葉徴候と呼ばれる。非定型原始反射は、自閉症スペクトラムの初期の徴候の可能性としても研究されている。
原始反射は錐体外路機能（多くは誕生時に既に存在する）によって伝えられる。これらはミエリン化の進行と共に皮質脊髄路が機能を獲得していくにつれて失われるが、様々な理由によって錐体路の機能が失われた大人や子供で再び現われることがある。しかしながら、「Amiel-Tisonの神経学的評価法」の出現により、小児集団におけるこういった反射の評価の重要性が低下している。

## 反射の適応的価値
原始反射の有用性は様々であり、その多くが生存に有利に働いてきた。吸啜反射や把握反射といった反射は、親と乳児との間に相互関係を確立し、親が子供により優先して食料を与えるよう促すことができ、親が乳児を安心させて乳児が受ける苦痛や刺激の量を制御できるようにするのを助けていた。

## 原始反射の例

### モロ反射

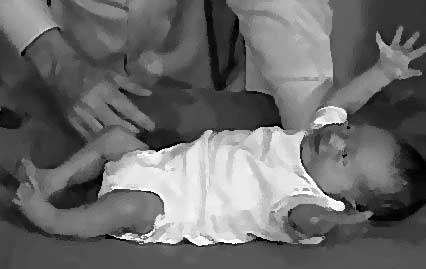
モロ反射

モロ反射は驚愕反応、驚愕応答、驚愕反射と呼ばれることもある。名称は小児科医エルスト・モローによって発見されたことによる。
モロ反射は誕生時から存在し、最初の一ヶ月で最大になり、生後2カ月頃に消え始める。この反射は通常であれば生後3から4カ月で消えるが、まれに6カ月まで続くこともある。
乳児の頭の位置が突然変化したり、不意に温度が変化したり、突然騒音が鳴るなどして驚愕すると起こる反射である。脚と頭は伸び、腕はパッと上がった後パッと戻り、掌は上向きになり、親指は曲がる。腕がまとまると程なく、手はギュッと締まって拳になり、乳児は大声で泣く。
この反射の両側欠如は乳児の中枢神経系の損傷と関係している可能性があり、片側欠如は出産時外傷による損傷（例えば鎖骨骨折あるいは腕神経叢の損傷）の可能性があるが、エルブ麻痺あるいはその他の麻痺である可能性も存在する。
モロ反射は乳児が持ち歩かれている間、母親にしがみつくのに役立ってきたと考えられており、乳児がバランスを失うと、モロ反射によって乳児は母親に抱きつくことができた。

### 歩行反射

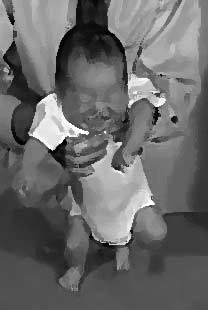
歩行反射

歩行反射は誕生時に存在し、6週頃に消えるが、8カ月から1歳頃に自発的行動として再び現われる。
この反射によって、乳児は足の裏が平面に触れると、一方の足を逆の足の前に移動させることによって歩行しようとする。

### 探索反射

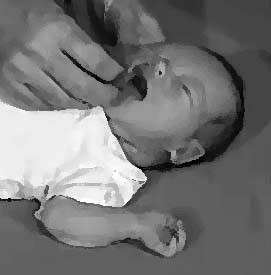
探索反射

探索反射は誕生時に存在し、4カ月頃に消える。探索反射は母乳栄養行動を助けるものである。
この反射によって新生児は、それが何であれ頬や口をなでるものの方向に頭を向け、頭を移動させることによって目標を探す。目標を発見するまでじわじわと移動の弧を小さくする。このやり方である程度応答した後（母乳栄養した場合は誕生後3カ月頃）は、目標に直接移動するようになる。

### 吸啜反射
吸啜反射は全ての哺乳類に共通で備わっており、誕生時に存在する。吸啜反射は探索反射とともに母乳栄養のためにある。吸啜反射によって乳児は、本能的に口の縁に触れたものを何でも吸い、母乳を得る方法を模倣する。動作は2段階からなる。
1. Expression - 乳首が子供の唇の間に置かれ、口蓋に触れた時に活性化される。
2. Milking - 舌が乳輪から乳首に移動し、母親からの母乳を促す。

### 緊張性頸反射

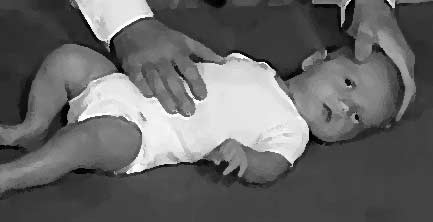
緊張性頸反射

緊張性頸反射は非対称性緊張性頸反射として知られ、生後一ヶ月頃に現れ4カ月頃に消える。
この反射では、子供の頭が一方の側に向けられた時に向けられた側の腕が伸びて逆側の腕が曲がる（この動作は非常にわずかである場合もある）。もし乳児が自力でこの姿勢から抜け出すことができないか、6カ月を過ぎても反射が引き起こされる場合は、上位運動ニューロンに障害を持つ可能性がある。
研究者によると、緊張性頸反射は乳児の手と眼の協調の先駆けであるという。
緊張性頸反射（英: tonic neck reflex、独: tonischer Halsreflex）は、上部頸椎関節の固有受容器の興奮により誘発され、頸部の伸張度に応じて四肢伸筋の緊張を変化させる。非対称性緊張性頸反射、対称性緊張性頸反射に分けられるが、いずれも原始反射で、生後4週間から8週間に最も顕著に見られる。新生児を背臥位にし、頭部を一方に向けると、顔を向けられた側の上下肢は伸展し、後頭側の上下肢は屈曲する。これを非対称性緊張性頸反射 asymmetrical tonic neck reflex という。一方、腹位で水平にし、もしくは座位にして頸を背屈させた場合には上肢が伸展、背部の筋が緊張し、頸を前屈させた場合には上肢は屈曲し、体幹のトーヌス（骨格筋が常に保持する一定の緊張度）は減弱する。これを対称性緊張性頸反射 symmetrical tonic neck reflex という。

### 緊張性迷路反射
緊張性迷路反射 tonic labyrinthine reflex は迷路内の耳石器（卵形嚢、球形嚢）を受容器とするもので、空間における頭部位置にのみ関与する。また、緊張性迷路反射は前庭脊髄反射による姿勢反射の代表的なもので、除脳動物で認められる。緊張性頸反射の影響を除くために上部頸髄後根を切断した除脳動物では、頭部が前後左右に傾いた時には傾いた側の肢が伸展し、対側の肢が屈曲する。この緊張性迷路反射は主として耳石器からの求心性インパルスの変化による反射であり、迷路破壊により消失する。正常な状態では緊張性頸反射と対になって働き、頭部位置と姿勢を制御する。

### 手掌把握反射

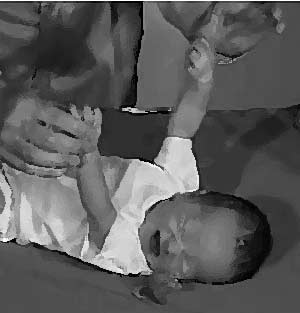
把握反射

手掌把握反射は誕生時に見られ、生後5カ月か6カ月まで続く。
この反射は、何らかの物体が乳児の手の平に置かれた時、指が閉じられて把握によって物を掴もうとする反射である。この反射をよく観察する方法としては、乳児の両手に小指を当て（人差し指では大き過ぎる）、徐々に持ち上げるというものがある。握りが強く乳児自身の体重を支えることもできるが、突然握りを放す可能性もある事に留意しなければならない。手の逆側か横をなでることによって反転した動作を誘導することができる。

### 足底反射
足底反射は、足裏の屈曲を含む正常な反射である。足底反射によって、爪先が脛から離れる方向へ移動し、屈曲する。異常足底反射（バビンスキー徴候としても知られる）は、屈曲反射回路に対する上位運動ニューロンの制御が妨害された時に起こる。この結果として、足の背屈（足が脛に向かって曲がり、足の親指が反り返る）が起きる。これは、皮質脊髄路の低いミエリン化が原因で、1歳未満の赤ちゃんにも起こる。これらの経路が成熟型に発達すると、屈曲反射回路が下向きの皮質脊髄入力によって阻害され、正常な足底反射が生じる。バビンスキー反射としても知られ、大人における神経学的異常（上位運動ニューロンの損傷など）の徴候である。

### ギャラント反射
側湾反射、ガラント反射とも呼ばれる。
ギャラント反射は、誕生時に存在し、生後4カ月から6カ月の間に消えていく。
ギャラント反射の名称はロシアの神経学者Johann Susman Galantに因む。
この反射によって、乳児の背中側面の肌がなでられた時、乳児はなでられた側に向かって揺れる。
もしギャラント反射が6カ月を過ぎても残っていると、それは病理学的徴候である。

### 潜水反射
潜水反射は生後4から6カ月の間に消える。
潜水反射によって、乳児は水の中で顔を下にし、足を掻いたり蹴ったりし始める。
しかし、乳児はこの動きを行う間に大量の水を飲む可能性があり、非常に危険性が高い。水中に沈んだ乳児は水中毒によって死亡する可能性があるため、乳児への泳ぎの訓練は、少なくとも3カ月になるまではおこなわないことが望ましい。

### バブキン反射
バブキン反射とは新生児に起こる、両方の掌への圧力への様々な応答を意味する。
名称はロシアの神経学者ボリス・バブキンに因む。
この反射によって乳児は、首の屈曲や頭の回転、開口等いくつかの応答の組み合わせを示す。小さな未熟児はこの反射により敏感であり、妊娠26週の子供にも存在することが確認されている。

## 大人に現れる原始反射
導入部で述べたように、原始反射が適切に抑制されていない場合は、（誤った名称かもしれないが）前頭葉徴候と一般的に呼ばれる。上記の反射に加えて、手掌おとがい反射や口とがらし反射、眉間反射が含まれる。

## ハイリスク新生児における原始反射
「ハイリスク新生児」という用語は、特に生後数カ月の間に死亡の可能性がかなりあった新生児を意味する。ハイリスク新生児はしばしば、異常な原始反射の応答を示したり、逆に欠落したりする。ハイリスク新生児における原始反射の動作は反射によって異なる（モロ反射は正常だが、歩行反射が欠如あるいは異常など）。
67人のハイリスク新生児における原始反射を調べた最近の横断的研究では、吸啜反射、バビンスキー反射、モロ反射の応答を評価するためにサンプル調査法が用いられた。研究の結果、吸啜反射が最も高く正常に起こり (63.5%)、バビンスキー反射 (58.7%) とモロ反射 (42.9%) が続くことが示された。この研究では、ハイリスク新生児は、原始反射のより周期的な応答や応答の欠如を示し、個々の反射で応答は異なる、と結論付けられた。
しかしながら、ハイリスク新生児や乳児における神経学後遺症を予測する判断材料として「Amiel-Tisonの神経学的評価法」のように、より単純で効果的な手法の出現によって、原始反射の評価の重要性は低下している。